# Faxonius propinquus
Faxonius propinquus is een kreeftensoort uit de familie van de Cambaridae. De wetenschappelijke naam van de soort werd in 1852 als Cambarus propinquus gepubliceerd door Charles Frédéric Girard.